# معضلة المتعة
يُشار بمعضلة المتعة (بالإنجليزية: The paradox of hedonism)‏ إلى الصعوبات العملية المواجهة في السعي لتحقيق المتعة (اللذة)، فمع الأسف قد لا يسفر السعي الدائم نحو ذلك عن متعة وسعادة فعلية على المدى الطويل -أو حتى على المدى القصير، وذلك عندما يتداخل البحث بصورة واعية عن المتعة في معايشتها، وقد أشار الفيلسوف النفعي هنري سيدجويك لأول مرة في كتابه «مناهج الأخلاق» إلى هذه المفارقة، بأنه لا يمكن الحصول على المتعة بصورة مباشرة، وتظهر الاختلافات حول هذا الموضوع في مجالات الأخلاق والفلسفة وعلم النفس والاقتصاد.

## نظرة عامة
كثيرًا ما يقال أننا نفشل في الوصول إلى الملذات إن كنا نسعى عمدًا إليهم، وقد وُصِفَ هذا بشكلٍ مختلف من قبل الكثيرين:
يقول الفيلسوف النفعي جون ستيوارت مل في سيرته الذاتية:
في كتاب «الإنسان يبحث عن المعنى» لفيكتور فرانكل، يقول:
يقول الفيلسوف فريدريك نيتشه في كتابيه «المسيح الدجال» و«إرادة القوة»:

ما هو الشر؟ إنه كل ما يتأتى عن الضعف.

ماهي السعادة؟ الشعور بأن القوة تتنامى، وأن المقاومة تتجاوز.
يقول عالم النفس ألفرد أدلر في كتابه «القوام العصبي (1912)»:
يقول السياسي وليام بينيت:
يقول الروائي جواو كيمارايس روزا:

## مثال
لنفترض أن بول يحب جمع الطوابع، ومن المصدق به أن بول يجمع الطوابع لأنه يستمتع بذلك، وذلك وفقًا لمعظم نماذج السلوك، بما فيها النفعية، إضافةً لمعظم المفاهيم الاقتصادية والنفسية والاجتماعية للسلوك، أي أنّ جمع الطوابع هو وسيلة نحو الحصول على المتعة، ومع ذلك، إذا أخبرت بول بذلك، فمن المحتمل أن يختلف معك، إنه يحصل بالفعل على المتعة من جمع الطوابع، ولكن هذه ليست العملية التي تشرح لماذا يجمع الطوابع، فالأمر ليس وكأنه يقول: «يجب أن أجمع الطوابع لأتمكن أنا، بول، من الحصول على المتعة»، فجمع الطوابع ليست عبارة عن وسيلة مجردة لتحقيق المتعة، إنه ببساطة يحب جمع الطوابع، وبالتالي (بشكل غير مباشر) يحصل على المتعة.
غالبًا ما يُؤخذ التناقض في هذا المثال على نحو عكسي، لتوضيح أن المتعة والسعادة لا يمكن عكس هندستها، على سبيل المثال، إذا سمعت أن جمع الطوابع كان ممتعًا جدًا للبعض، وبدأت عملية جمع الطوابع كوسيلة لتحقيق هذه السعادة، فمن المؤكد أن ذلك سيكون بلا جدوى، ولتحقيق السعادة، يجب ألا تسعى إليها بشكل مباشر، بل يجب أن تدفع نفسك على نحو غريب تجاه أشياء لا علاقة لها بالسعادة، مثل جمع الطوابع.

## تفسيرات مقترحة
غالبًا ما تُساوى السعادة بشكلٍ غير دقيقٍ مع المتعة، فإذا كان المرء -لأي سببٍ كان- يساوي السعادة بالمتعة، فحينئذ سينشأ ما يدعى بمعضلة المتعة، فعندما يهدف المرء نحو المتعة نفسها فقط، يكون هدفه محبطًا، ويعلّق هنري سيدجويك على هذا الإحباط بعد مناقشة حول حب الذات في العمل المذكور أعلاه:
علّق أرسطو أيضًا على عدم جدوى السعي وراء المتعة على الرغم من عدم معالجته للمعضلة بصورة مباشرة، فالبشر عناصرًا فاعلة تُسفِر مساعيهم عن عواقب من بينها المتعة، ثم يجادل أرسطو على النحو التالي:
عاجلًا أم آجلًا، ستكون الكائنات المحدودة غير قادرة على اكتساب وإنفاق الموارد اللازمة للحفاظ على هدفها الوحيد المتمثل في المتعة، وبذلك، سيجدون أنفسهم بصحبة البؤس، وتشرح نظرية التطور أن البشر تطوروا من خلال الانتقاء الطبيعي متبعين الضرورات الوراثية التي تسعى لزيادة التكاثر وليس السعادة إلى أقصى حد، وكنتيجة لضغوط الانتقاء هذه، فإنّ مدى السعادة البشرية محدود بيولوجيًا، ولكن ديفيد بيرس في أطروحته «المتعة الحتمية» يشير إلى أن البشر قد يتمكنوا من استخدام الهندسة الوراثية وتقنية النانو وعلم الأعصاب للقضاء على المعاناة في الحياة البشرية، وللوصول إلى أقصى مستويات السعادة والمتعة التي لا يمكن تصورها في الوقت الحالي.